# Guillaume-Henri Brochon
 (octobre 2020).
Guillaume-Henri Brochon (1810-1874) est un avocat et bâtonnier nommé maire de Bordeaux en 1864.

## Biographie
En 1618, André Brochon, procureur au parlement depuis 1600 se fait recevoir bourgeois de Bordeaux. La famille Brochon seront avocats de père en fils jusqu’à Étienne-Henry Brochon qui meurt sans héritier en 1896. Deux ancêtres de Guillaume Brochon seront jurats.
Guillaume Brochon né le 28 février 1810 à Bordeaux est un avocat réputé, bâtonnier de l'ordre en 1850. Il est nommé maire de Bordeaux par Napoléon III le 31 décembre 1863, après avoir été membre du conseil municipal depuis 1848. Il démissionna de son mandat en 1867 de par l'opposition du conseil municipal à sa politique de grands travaux.
Il est président de la Société philomathique de Bordeaux de 1848 à 1850, puis de 1852 à 1853.

## Action politique

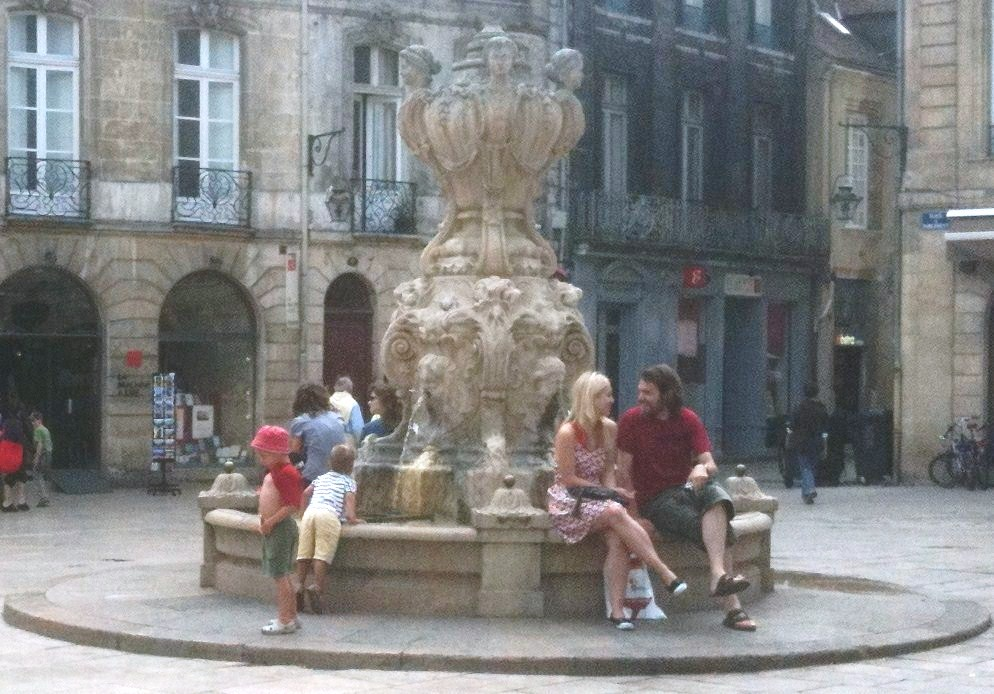
La fontaine du Parlement (2009)

Guillaume Brochon engagea une politique de grands travaux. Il commença le dégagement de la Cathédrale Saint-André, réalisa l'ouverture du cours d'Alsace et Lorraine et de la rue d'Aviau. Il engagea la construction de la flèche Saint-Michel et de l'église Saint Ferdinand. Il engagea les réalisations de la fontaine du Parlement, de la fontaine des Trois Grâces de la place de la Bourse et de la fontaine Fondaudèges.